# Al-Chassāf
al-Chassāf († 874), in anderer Schreibung al-Chaṣṣāf und mit vollem Namen Abū-Bakr Aḥmad Ibn-ʿUmar Ibn-Muhair aš-Šaibānī al-Ḫaṣṣāf, war ein hanafitischer Gelehrter aus dem Irak im 9. Jahrhundert, der als Hofjurist des vierzehnten abbasidischen Kalifen al-Muhtadi († 870) tätig war.
Er ist Verfasser eines wichtigen Werkes der adab al-kadi-Literatur (adab al-qādī / أدب القاضي / adabu ʾl-qāḍī), die Verhaltensregeln für den Richter (qādī) zum Gegenstand hat.

## Werke

### Kitāb scharḥ Adab al-qāḍī lil-Chaṣṣāf
Sein Adab al-qāḍī-Werk wurde im 10. Jahrhundert von Abū Bakr Aḥmad ibn ʻAlī al-Rāzī al-Dschaṣṣāṣ († 980) kommentiert.
Es wurde von Gilbert Paul Verbit ins Englische übersetzt (2008).

### Kitāb al-ḥiyal wa-l-maḫāriǧ
Sein Kitāb al-ḥiyal wa-l-maḫāriǧ befasst sich mit rechtlichen Kniffen und Kunstgriffen (zu den gesetzlichen Umgehungen, siehe ḥiyal).

### Kitāb aḥkām al-awqāf
Sein Kitāb aḥkām al-awqāf beschäftigt sich mit frommen Stiftungen der Religion (waqf).

## Ausgaben & Übersetzungen
- al-Khaṣṣāf, Adab al-qāḍī (Hrsg.): Farḥāt Ziyāda (Cairo: American University in Cairo Press, 1978) (mit Kommentaren von al-Dschaṣṣaṣ)
- A ninth century treatise on the law of trusts : being a translation of Al-Khas̤s̤āf, Ahkām al-Waqūf / translated and edited by Gilbert Paul Verbit. [Philadelphia] : Xlibris, 2008, ISBN 978-1-4363-2103-7 (Bibliothekslink)
- Abubakar Ahmad Ibn ‘Amr al-Khassaf, Kitab Ahkam al-Awqaf (Cairo: Diwan ‘Umum al-Awqaf al-Misriyyah, 1904) (Bibliothekslink)